# Henri Bretonnet
Henri Étienne Bretonnet (né à Mézières-sur-Seine le 2 mars 1864 et mort à Togbao-Niellim le 17 juillet 1899) est un officier colonial et explorateur français.

## Biographie
Fils d'un instituteur, il fait ses études à l’École navale (1882) et voyage dans la Mer du Nord et dans l'Atlantique avant d'être mis à la disposition des Colonies en 1892.
Membre de la deuxième mission Mizon sur le bas Niger, il commande un petit vapeur le Sergent-Malamine et se heurte à l'hostilité des agents de la Royal Niger Company.
En 1894, il dirige la flottille de Parfait-Louis Monteil comme lieutenant de vaisseau et remonte vers Kong par le fleuve Bandama. Chargé par Louis-Gustave Binger d'atteindre Bondoukou à partir du Baoulé, il part (1895) du poste de Toumodi et atteint les bords du Comoé où il est arrêté par les Agba de l'Indénié qui craignaient les représailles de Samory.
Il voyage encore dans le haut Dahomey avec Joseph Baud et Léon Vermeersch (1897). Parti de Carnotville, il fonde de nombreux postes entre Parakou et Ilo et revendique pour la France l'ensemble de la vallée du Niger entre Ilo et Boussa mais se heurte de nouveau à la Royal Niger Company et déçu, décide de quitter la Marine (1898). Il entre alors dans le corps des administrateurs coloniaux.
Proposé par son ami Émile Gentil, ancien camarade d'école, au ministère comme résident intérimaire du Chari, il part le 10 octobre 1898 et poursuit les travaux de Gentil entre Oubangui et Chari, assure le protectorat sur le Baguirmi qu'il tente de développer sur le Ouaddai et Rabah dans le Bornou. Sa colonne, formée à Brazzaville, passa à Ndélé (mai 1899) et arrive en juin à Kouno. Il essaie alors d'obtenir la libération de Ferdinand de Béhagle mais est alors massacré par les troupes de Rabah vers les rochers de Togbao-Niellim le 17 juillet 1899.

## Hommages
Plusieurs rues portent son nom. Une à Mézières-sur-Seine ainsi qu'une à Saint-Maur-des-Fossés.